# Partito dei Socialdemocratici Bulgari
Il Partito dei Socialdemocratici Bulgari (in bulgaro: Партия Български Социалдемократи, Partija Bălgarski Socialdemokrati) è un partito politico bulgaro d'ispirazione socialdemocratica.
Nelle elezioni parlamentari del 2001 ha formato un'alleanza di sinistra, Coalizione per la Bulgaria, con il Partito Socialista Bulgaro, conquistando il 17.1% dei voti e 48 seggi su 240.
Nelle elezioni parlamentari del 2005 la Coalizione ha ottenuto il 33.98% dei voti e conquistato 82 seggi.
È membro dell'Internazionale Socialista e del Partito Socialista Europeo.